# Guéhébert
Guéhébert ist eine Ortschaft und eine ehemalige französische Gemeinde mit 136 Einwohnern (Stand 1. Januar 2022) im Département Manche in der Region Normandie (vor 2016 Basse-Normandie). Sie gehörte zum Arrondissement Coutances und zum Kanton Quettreville-sur-Sienne (bis 2015).
Mit Wirkung vom 1. Januar 2019 wurden die früheren Gemeinden Contrières, Guéhébert, Hérenguerville und Trelly in die bereits seit 2016 bestehende Commune nouvelle Quettreville-sur-Sienne integriert und haben dort den Status einer Commune déléguée. Der Verwaltungssitz befindet sich im Ort Quettreville-sur-Sienne.

## Lage
Nachbarorte sind Saint-Denis-le-Vêtu im Nordwesten, Roncey im Nordosten, Grimesnil im Osten, Lengronne im Süden, Le Mesnil-Aubert im Südwesten und Trelly im Westen.

## Bevölkerungsentwicklung
| Jahr      | 1962 | 1968 | 1975 | 1982 | 1990 | 1999 | 2008 | 2015 |
| --------- | ---- | ---- | ---- | ---- | ---- | ---- | ---- | ---- |
| Einwohner | 210  | 181  | 152  | 139  | 146  | 135  | 130  | 121  |

## Sehenswürdigkeiten
- Kirche Saint-Sulpice

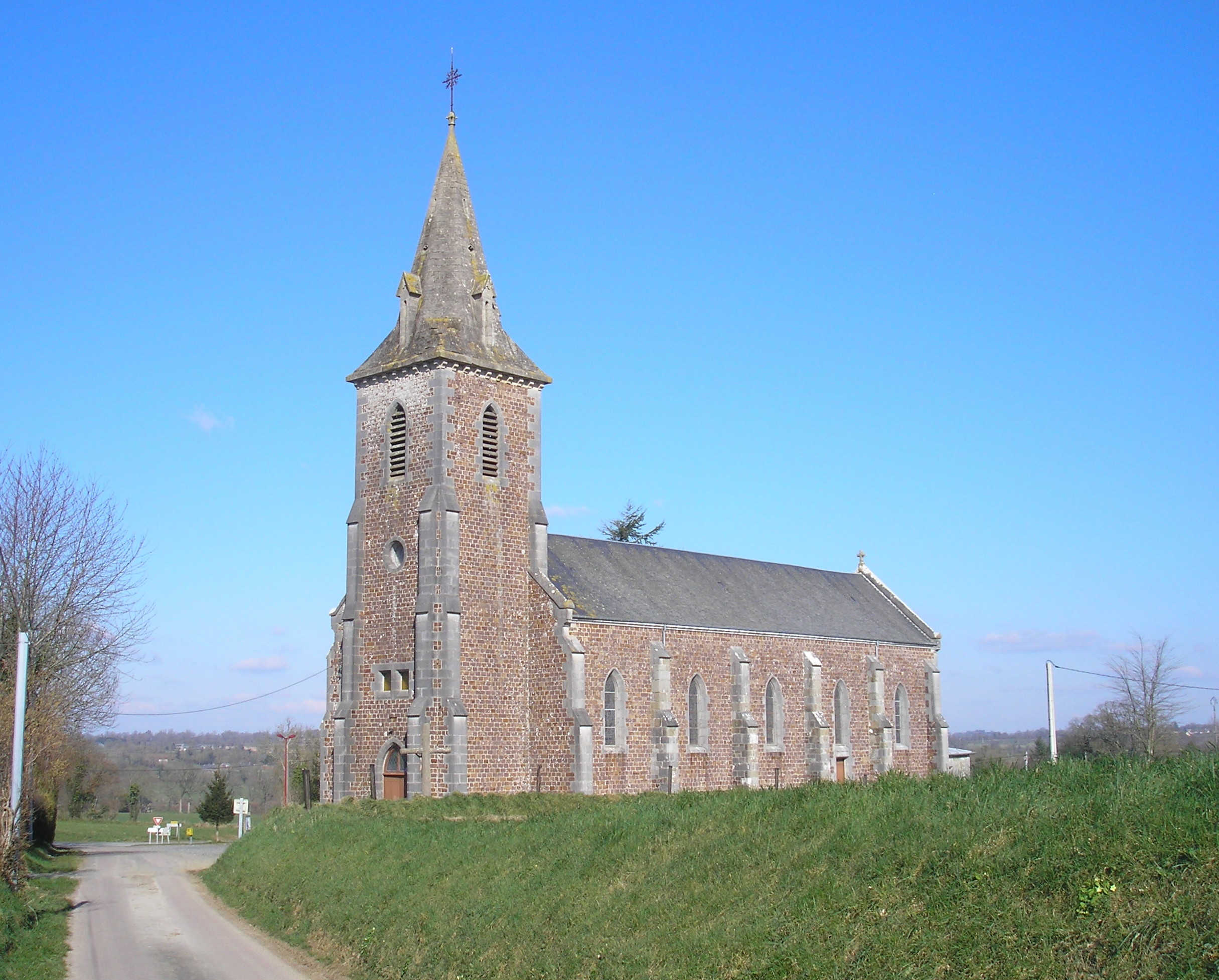
Kirche Saint-Sulpice

- Les croix Pireaux, zwei Flurkreuze